# Урип Сумохарджо
Ури́п Сумоха́рджо (индон. Oerip Soemohardjo, Urip Sumoharjo, 22 февраля 1893 — 17 ноября 1948), урождённый Мохаммад Сидик (индон. Mohammad Sidik) — индонезийский военный деятель, генерал-лейтенант; посмертно получил звание полного генерала. Начальник штаба Национальной армии Индонезии (1945—1948 годы), исполняющий обязанности главнокомандующего Национальной армией Индонезии (1945 год).

## Ранние годы жизни

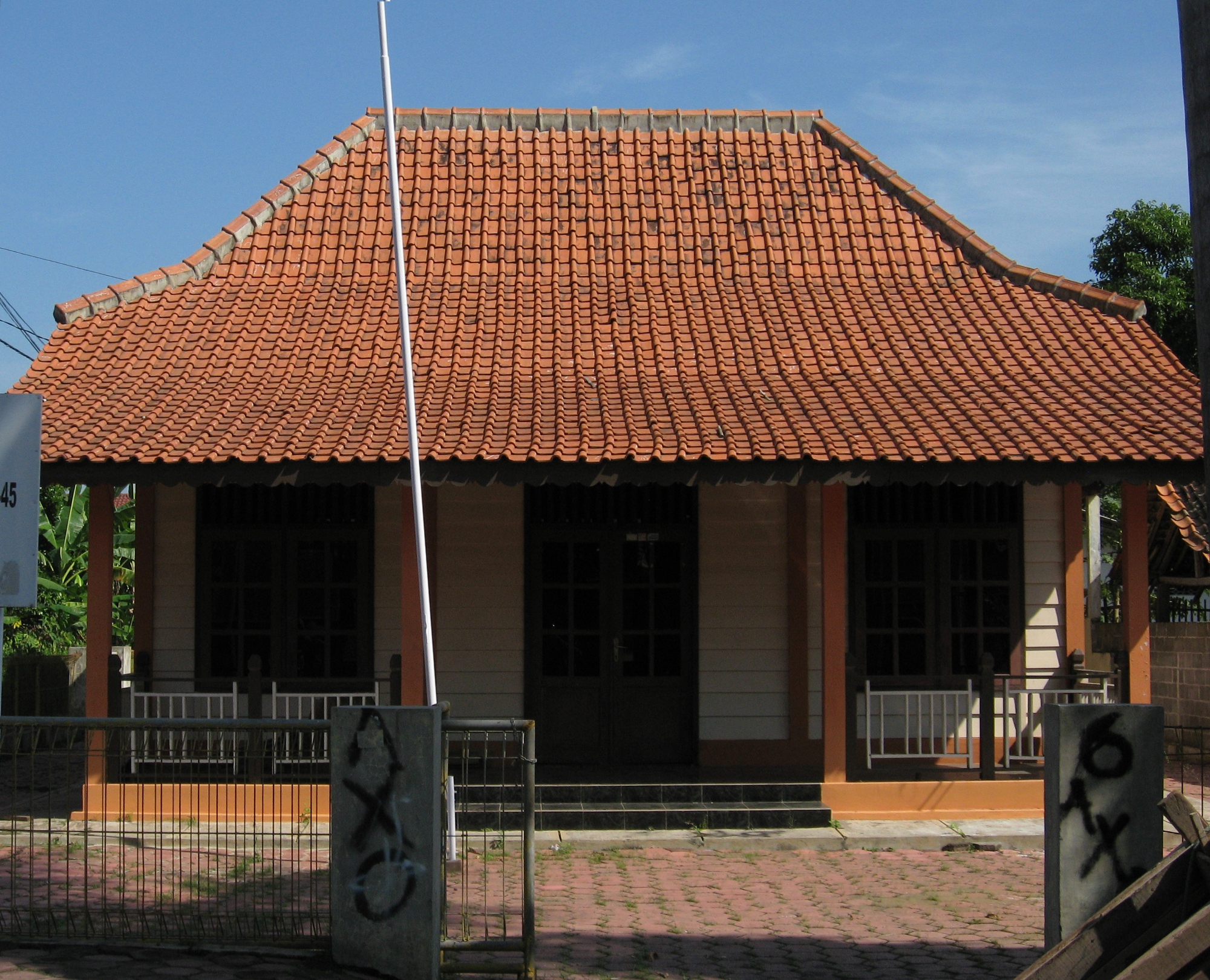
Дом в Синдурджане, где родился Урип Сумохарджо

Урип Сумохарджо родился 22 февраля 1893 года в деревне Синдурджан, недалеко от города Пурвореджо на Центральной Яве. При рождении получил имя Мохаммад Сидик (яв. Mohammad Sidik — «маленький Мохаммад»). Он был старшим сыном в семье Сумохарджо (индон. Soemohardjo), сына лидера местной мусульманской общины, работавшего директором начальной школы для яванцев, и его жены, дочери регента округа Тренгалек Радена Туменгунга Виджойокусумо (индон. Raden Tumenggung Widjojokoesoemo) — её имя не сохранилось. Кроме Мохаммада, в семье Сумохарджо было ещё двое сыновей — Искандар (индон. Iskandar) и Сукирно (индон. Soekirno) — и три дочери.
Мохаммад Сидик поступил в школу, директором которой был его отец. Мохаммад пользовался репутацией непослушного ребёнка. На втором году обучения Мохаммад он неудачно упал с дерева и потерял сознание. Виджойокусомо, дедушка мальчика, решил, что причиной его плохого поведения было имя Сидик, означавшее по-явански «маленький», и посоветовал, в соответствии с яванской традицией, сменить его на Урип (яв. Oerip — «живой»). После этого было решено отдать его в начальную школу для девочек европейского происхождения (нидерл. Europese Lagere Meisjesschool), так как в школах для мальчиков не было мест; кроме того, в семье надеялись, что обучение в этой школе поможет Урипу лучше выучить нидерландский язык, а также будет способствовать смягчению его темперамента. Год спустя Урипа перевели в голландскую школу для мальчиков; там, как и в предыдущей школе, он достиг весьма скромных успехов в обучении. В последний год учёбы, под влиянием рассказов друга своего отца, бывшего солдата Королевской голландской ост-индской армии (КНИЛ), он решил связать свою жизнь с военной службой.
Однако родители Урипа желали, чтобы он поступил на гражданскую службу и со временем стал регентом округа, как его дед. После сдачи специального экзамена и нескольких месяцев подготовки в 1908 году Урип переехал в Магеланг, где поступил в Школу для государственных служащих из числа коренных жителей (ОСВИА; нидерл. Opleidingsschool Вур Inlandse Ambtenaren, OSVIA). На следующий год в ОСВИА поступили его братья. Тогда же умерла мать Урипа; её смерть произвела сильное впечатление на Урипа, он впал в многомесячную депрессию и впоследствии стал гораздо более замкнутым.
Проучившись в ОСВИА один год, Урип решил оставить её и поступить в военную академию, расположенную в пригороде Батавии Меестер-Корнелис (нидерл. Meester Cornelis; ныне — район Джакарты Джатинегара). Его отец не был доволен этим выбором и сначала попытался уговорить сына вернуться в ОСВИА, предложив ему 1000 гульденов, но затем всё же согласился оплачивать обучение Урипа в академии. Там Урип учился с удовольствием, и в октябре 1914 года окончил её, получив звание второго лейтенанта КНИЛ.

## Служба в Королевской голландской ост-индской армии
После окончания академии Урип остался служить в Меестер-Корнелис, где помимо военной академии находился большой комплекс фортификационных сооружений и дислоцировались части КНИЛ. Там он получил назначение в XII батальон. Несмотря на то, что новоиспечённый второй лейтенант был единственным представителем коренного населения в батальоне и, вдобавок, имел наименьший рост среди офицеров, благодаря своим личным качествам он быстро добился расположения командования. Полтора года спустя его перевели на остров Борнео, в город Банджармасин. Затем он служил в составе подразделений, патрулировавших джунгли в районе Пурук-Каху и Муара-Теве, после чего был отправлен в Танах-Грогот, а затем в Баликпапан с присвоением звания первого лейтенанта. В это время он активно выступал против дискриминации офицеров-индонезийцев со стороны голландцев: так, в Банджармасине он убедил своего командира дать туземцам право участвовать в местной офицерской футбольной команде. В 1917 году Урип получил равный правовой статус с голландскими офицерами.
После Баликпапана он служил в Самаринде и Таракане, пока, наконец, не был переведён в Малинау. Там он привлекался к патрулированию границы между Голландской Ост-Индией и королевством Саравак а также к переговорам, направленным на предотвращение конфликтов между частями КНИЛ и даякскими племенами и мобилизацию даяков на голландскую службу. На восьмом году службы в Малинау, вернувшись из патруля, Урип нашёл свой дом сожжённым. Это оказало на него сильное эмоциональное воздействие, и по рекомендации врача он, через Таракан и Сурабаю, приехал в яванский город Чимахи, где несколько месяцев находился на лечении.
С 1923 года Урип жил в Пурвореджо. В сентябре 1925 года его перевели в Магеланг на службу в жандармерию. К тому времени он был известен как убеждённый холостяк; однако встреча с Рохмой Суброто (индон. Rohmah Soebroto), дочерью его бывшего учителя индонезийского и малайского языков Суброто (индон. Soebroto) и дальней родственницей известной феминистки Картини, заставила его изменить свои взгляды. 7 мая 1926 года Урип и Рохма были помолвлены, а уже 30 июня того же года они поженились. Именно в это время Урип добавил к своему имени имя своего отца и начал называть себя Урип Сумохарджо}.
Через год после свадьбы Урип с женой переехал в Амбараву, где ему было поручено возглавить недавно сформированное подразделение на время отсутствия командира — голландского офицера. Тогда же он был произведён в капитаны. После того, как в июле 1928 года голландский офицер прибыл к месту службы, Урип получил годичный отпуск, во время которого совершил путешествие по Европе вместе с женой. По возвращении из отпуска молодая семья поселилась в Меестер-Корнелис. Там Урип получил известие о смерти отца; для участия в его похоронах он самовольно уехал с проводившихся в это время военных учений.
В 1933 году Урипа переводят на Суматру, в город Паданг-Панджанг; здесь он прослужил два года. В июле 1935 года он получил очередной отпуск, который вновь использовал для посещения Европы. К этому времени он был произведён в майоры, что сделало его самым высокопоставленным офицером КНИЛ из числа коренных жителей. К 1938 году Урип служил в Пурвореджо; из-за разногласий с местным регентом его перевели в Гомбонг, однако он отказался выполнять приказ о переводе, вышел в отставку и поселился в доме родителей своей жены в Джокьякарте как частное лицо.

## Гражданская жизнь
Вскоре после переезда в Джокьякарту Урип с женой приобрели имение площадью в 2 га в Гентане (индон. Gentan), к северу от города, которое назвали КЕМ (нидерл. KEM, от нидерл. Klaarheid en Moed — чистота и храбрость). Урипу была назначена военная пенсия, что позволяло ему не работать, и он занялся выращиванием орхидей. Находясь в отставке, он сохранял активный интерес к общественно-политической жизни и поддерживал связи с бывшими сослуживцами. В 1940 году Урип и Рохма, не имевшие собственных детей, удочерили четырёхлетнюю голландскую девочку Эбби (нидерл. Abby), взяв её из сиротского приюта в Семаранге.

## Японская оккупация Индонезии
10 мая 1940 года нацистская Германия вторглась в Нидерланды и вскоре полностью оккупировала их. Администрация Нидерландской Ост-Индии объявила, что колония находится в состоянии войны с Германией и её союзниками. В ходе развернутой мобилизации офицеров запаса Урип вновь был призван на военную службу и отправился в Бандунг, где располагалась в штаб-квартира КНИЛ. Там он получил назначение командиром батальона в Чимахи, где прослужил до начала 1942 года, когда Индонезия была оккупирована Японией.
Первые три с половиной месяца оккупации Урип провёл в лагере для военнопленных в Чимахи, после чего был освобождён. Отказавшись от сотрудничества с японцами, он вернулся на свою виллу КЕМ. Урип пользовался определённой известностью среди бывших офицеров КНИЛ, которые довольно часто посещали его дом — среди последних был и будущий начальник штаба индонезийской армии Абдул Харис Насутион. Именно в этот период у Урипа начались проблемы с сердцем, обострившиеся в последние годы его жизни.

## Война за независимость Индонезии и смерть
17 августа 1945 года Индонезия провозгласила свою независимость; вскоре после этого Урип и Рохма покинули КЕМ и переселились в дом родителей Рохмы в Джокьякарте. 23 августа началось формирование Корпуса народной безопасности (КНБ; индон. Badan Keamanan Rakjat, BKR). Урип сразу вступил в него. Он возглавлял группу армейских офицеров, желавших превратить КНБ в полноценные вооружённые силы, в то время как группа во главе с политиком Ото Искандаром ди Ната (индон. Oto Iskandar di Nata) выступала за придание КНБ лишь полицейских функций. Компромисс между группировками Урипа и Искандара ди Ната был достигнут благодаря посредничеству президента Сукарно и вице-президента Мохаммада Хатты: созданная 5 октября 1945 года на базе КНБ Армия народной безопасности (АНБ; индон. Tentara Keamanan Rakjat, TKR) была организована по полицейскому образцу, однако большинство её личного состава составили бывшие кадровые солдаты и офицеры КНИЛ, а также бойцы созданного японцами ополчения ПЕТА (индон. PETA, от индон. Pembela Tanah Air — Защитники Отечества).
Девять дней спустя, 14 октября Урип был назначен начальником штаба АНБ и немедленно вызван в Джакарту. На состоявшемся на следующий день заседании правительства он призвал начать строительство национальной армии со штаб-квартирой в Джокьякарте, способной отразить ожидающееся вторжение голландцев, пытавшихся вернуть свою бывшую колонию. 16 октября он отправился в Джокьякарту и прибыл туда на следующий день. Временная штаб-квартира АНБ разместилась в номере отеля «Мердека» (индон. Merdeka — свобода); позже султан Джокьякарты Хаменгкубувоно IX предоставил армии здание для постоянной штаб-квартиры.
20 октября вышло постановление правительства, согласно которому Урип, как начальник штаба АНБ, должен был подчиняться одновременно министру обороны и главнокомандующему армией. Однако в силу того, что в этот момент должности минобороны и главкома были вакантны, а система высшего командования Вооружёнными силами в целом ещё не была сформирована, Урип де-факто стал высшим должностным лицом в армии. На посту начштаба он начал активную деятельность по созданию единой структуры армейского командования; наибольшие проблемы возникли при включении в эту структуру отрядов ПЕТА, которые во время японской оккупации были организованы по территориальному принципу и не имели централизованного руководства. 2 ноября им были назначены руководители военных операций в различных частях страны, каждому из которых было присвоено звание генерал-майора. Примерно в это же время по приказу Урипа началась раздача солдатам АНБ оружия, конфискованного у японцев. Эти меры позволили армии молодого государства успешно противостоять голландским и союзным им британским войскам в начавшейся войне за независимость.

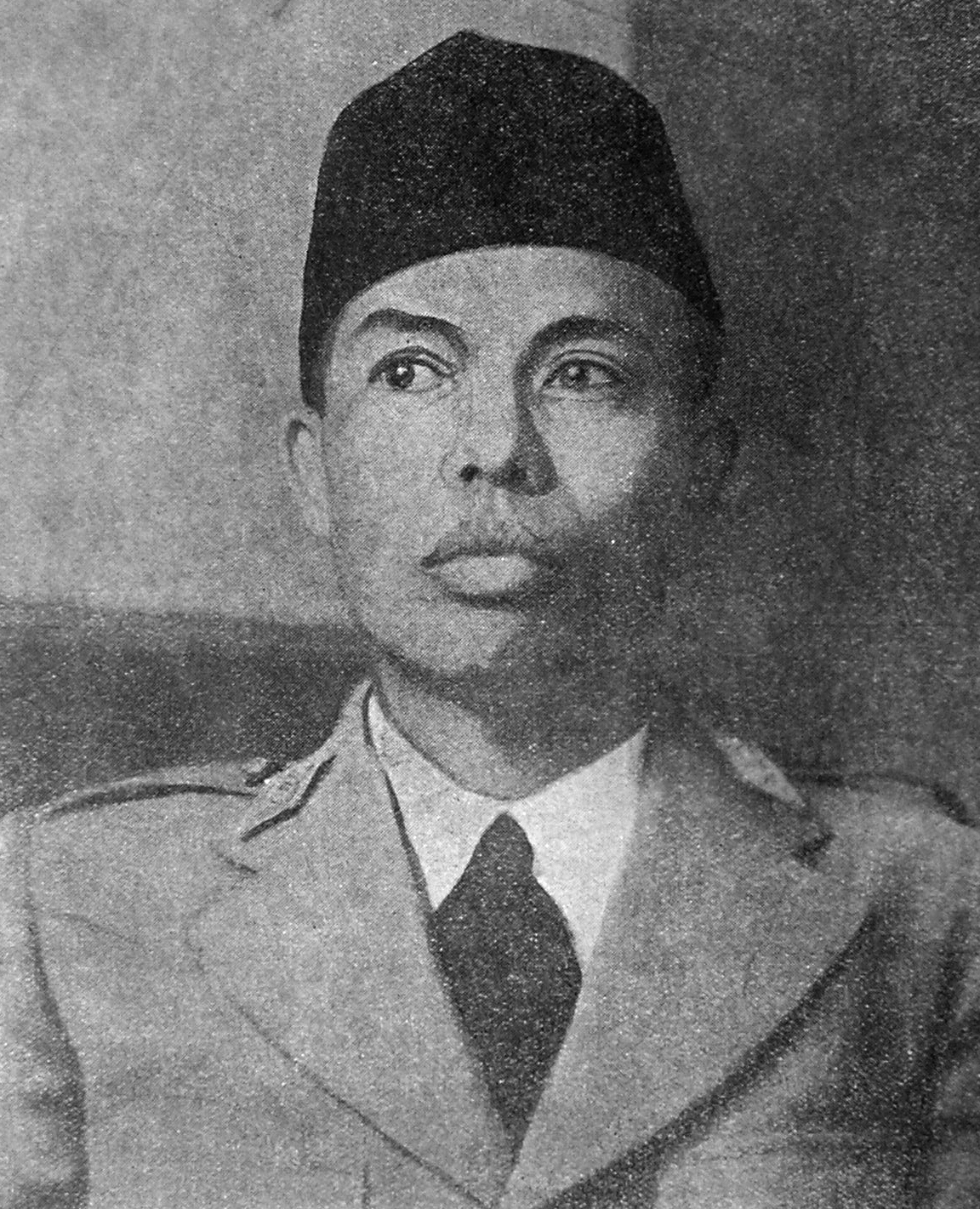
Генерал Судирман — первый главнокомандующий индонезийской армией и непосредственный начальник Урипа Сумохарджо во время войны за независимость

12 ноября 1945 года состоялся первый съезд командования АНБ, на котором был поставлен вопрос об избрании главнокомандующего армией. Урип был одним из основных претендентов на этот пост, однако в третьем, последнем туре голосования он уступил всего лишь один голос (21 против 22) двадцатидевятилетнему генералу Судирману. Определённую роль в поражении Урипа на выборах сыграли участники съезда с Суматры, отрицательно относившиеся к его прошлой службе в КНИЛ. Несмотря на ряд спорных процедурных моментов, Урип принял результаты голосования и не стал настаивать на их пересмотре. После избрания Судирмана он остался в должности начальника штаба, подчиняясь уже новому главнокомандующему и получив звание генерал-лейтенанта.
В должности начальника штаба Урип занимался в основном организационными и техническими вопросами; в частности он курировал создание индонезийской военной полиции и мероприятия по защите национальной территории от вероятного вражеского десанта. Многие менее важные вопросы, такие как обеспечение армии униформой, он оставлял в ведении местных командиров.
Благодаря совместным усилиям Судирмана и Урипа к 1946 году в вооружённых силах была проведена унификация, превратившая конгломерат слабо связанных между собой партизанских и ополченческих соединений в единую национальную армию, получившую название Армия Республики Индонезии (индон. Tentara Repoeblik Indonesia, TRI). 23 февраля 1946 года Урип был назначен главой Комитета по реорганизации армии (индон. Panitia Besar Reorganisasi Tentara), образованного указом президента, и 17 мая дал Сукарно свои рекомендации по военной реформе. В результате реорганизации управления вооружёнными силами были перераспределены полномочия между Министерством обороны, главнокомандующим и начальником штаба; Минобороны получило приоритет в решении бюрократических вопросов, в то время как решение чисто военных вопросов осталось за Судирманом и Урипом.
Урип решительно осудил попытку министра обороны социалиста Амира Шарифуддина начать распространение идей марксизма в армии и поставить армию под контроль правительства. Одновременно он и Судирман выступили за интеграцию с армией партизанских отрядов, стихийно возникших в ходе войны; такое слияние было осуществлено 3 июня 1947 года, когда Армия Республики Индонезии и партизанские отряды были объединены в Национальную армию Индонезии (НАИ; индон. Tentara Nasional Indonesia, TNI). В Джокьякарте по распоряжению Урипа была открыта военная академия, которая должна была готовить кадры для армии.
Урип предпочитал открытым боевым столкновениям тактику партизанской войны, утверждая, что лучшая атака — это атака сотни снайперов, скрытых в тылу врага. Он выступал против любых попыток правительства добиться компромисса с Нидерландами и настаивал на продолжении войны за независимость до победного конца. Именно эти разногласия с правительством — в особенности с новым кабинетом Амира Шарифуддина — заставили Урипа подать 27 февраля 1948 года в отставку с поста начальника штаба армии.

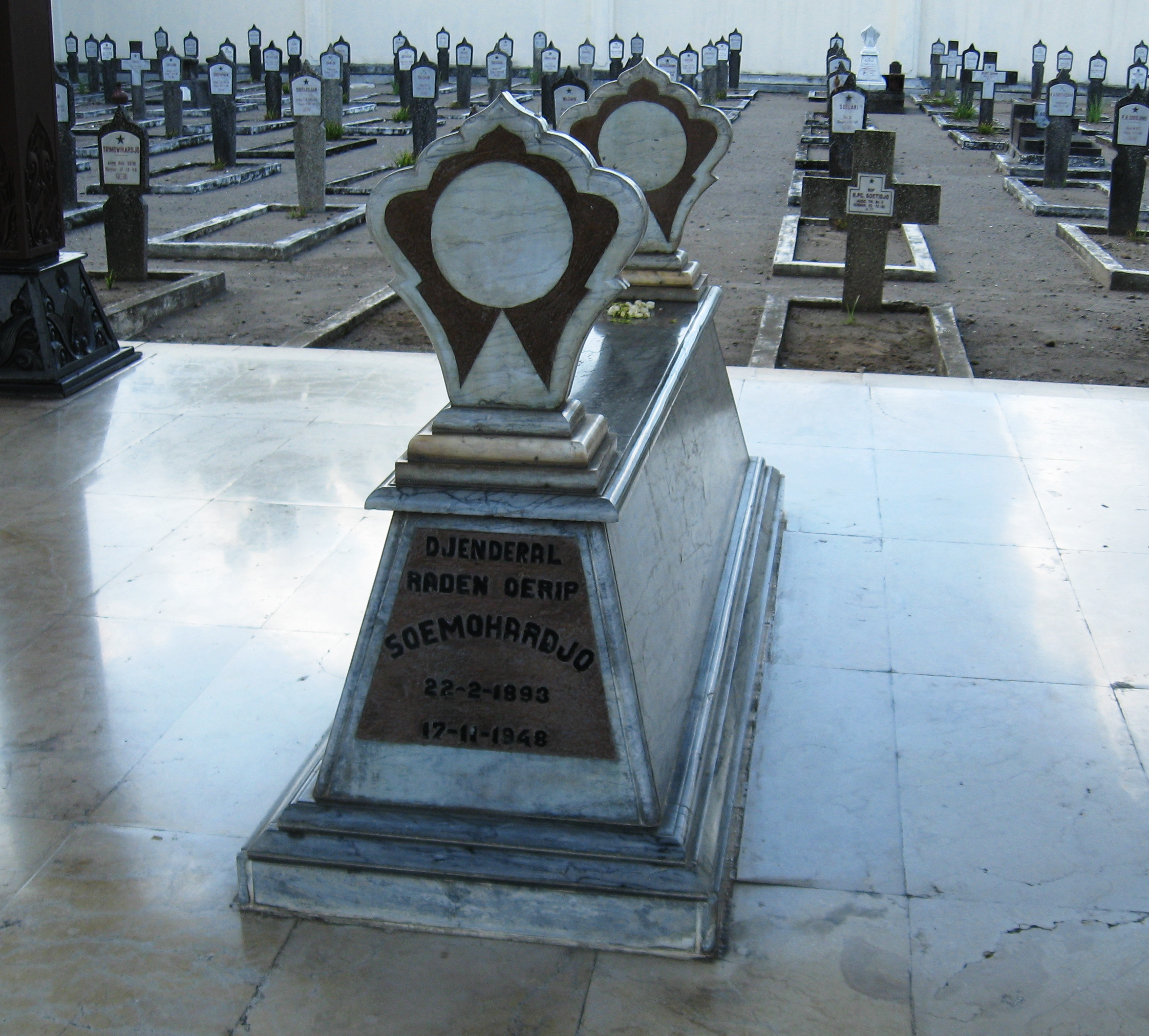
Могила Урипа Сумохарджо в Джокьякарте

После ухода в отставку Урип служил при вице-президенте и министре обороне Мохаммаде Хатта в должности советника. Его здоровье к этому времени сильно пошатнулось; он проходил лечение у доктора Сим Ки Ая (индон. Sim Ki Ay), но оно не давало положительных результатов. Вечером 17 ноября 1948 года Урип Сумохарджо скончался в своём доме в Джокьякарте от сердечного приступа. На следующий день, 18 ноября он был похоронен на Кладбище героев Кусуманегара (индон. Taman Makam Pahlawan Kusumanegara). В тот же день ему было посмертно присвоено звание полного генерала.

## Память

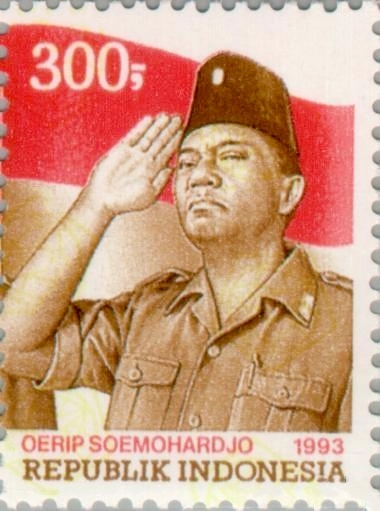
Марка Индонезии с портретом Урипа Сумохарджо, выпущенная в 1993 году

Урип был посмертно награждён такими индонезийскими наградами, как Бинтанг Сакти (индон. Bintang Sakti, 1959), Бинтанг Махапутра (индон. Bintang Mahaputera, 1960), Бинтанг Републик Индонесиа Адипурна (индон. Bintang Republik Indonesia Adipurna, 1967) и Бинтанг Картика Эка Пакчи Утама (индон. Bintang Kartika Eka Pakçi Utama, 1968). 10 декабря 1964 года указом президента Сукарно № 314 он был объявлен национальным героем Индонезии. В нескольких городах Индонезии существуют памятники Урипу — первый из них был установлен 22 февраля 1964 года в военной академии в Магеланге, на нём была сделана надпись «Сыну Индонезии, ценившему дела выше слов и ставившего долг превыше собственных желаний» (индон. Seorang putra Indonesia yang mengagungkan karya daripada kata, yang mengutamakan Dharma daripada minta) . В честь Урипа названо несколько улиц, в том числе в его родном городе Пурвореджо, в Джокьякарте и Джакарте.
Приёмная дочь Урипа Эбби пережила его всего на несколько лет и умерла в январе 1951 года от малярии. Жена Урипа, Рохма Сумохарджо-Суброто, скончалась 29 октября 1977 года в Семаранге и была похоронена в Унгаране. Ею были написаны воспоминания об Урипе, вышедшие в 1973 году под заглавием «Урип Сумохарджо: генерал-лейтенант НАИ (22 февраля 1893 — 17 ноября 1948)» (индон. Oerip Soemohardjo : Letnen Jenderal TNI (22 Februari 1893 – 17 November 1948)).